# 스즈키 사토루 (축구 선수)
스즈키 사토루(일본어: 鈴木 悟, 1975년 7월 19일 ~ )는 일본의 전 축구 선수이다.

## 구단 경력
과거 세레소 오사카, 교토 퍼플 상가에서 활동하였다.